# Ectropothecium aubertii
Ectropothecium aubertii är en bladmossart som beskrevs av Thériot 1938. Ectropothecium aubertii ingår i släktet Ectropothecium och familjen Hypnaceae. Inga underarter finns listade i Catalogue of Life.